# Siebenbürgen-Trilogie

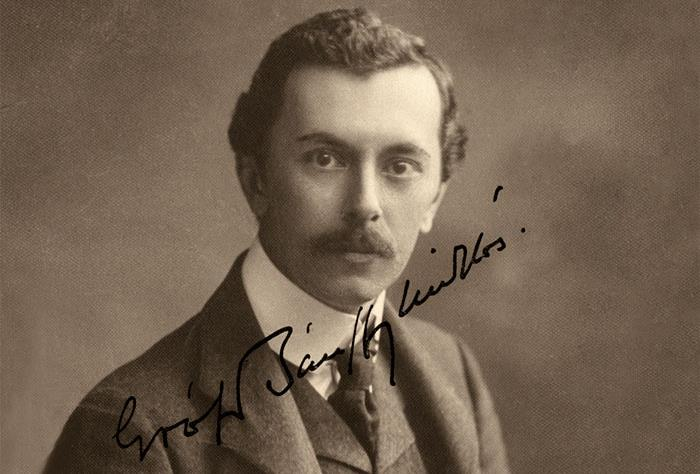
Miklós Bánffy

Die Siebenbürgen-Trilogie (ungarisch: Erdélyi történet) ist ein dreiteiliger Roman des ungarischen Schriftstellers Miklós Bánffy, der von 1934 bis 1940 veröffentlicht wurde. Die Trilogie erzählt vom moralischen Niedergang des ungarischen Adels und dem Zusammenbruch von (Österreich-)Ungarn als Nation in den zehn Jahren vor dem Ausbruch des Ersten Weltkriegs. Der Roman erzählt die Geschichte zweier Cousins, des sozial engagierten Grafen Bálint Abády und des Grafen László Gyerőffy. Ihr Leben spielt vor dem Hintergrund der politischen Ereignisse in und außerhalb Ungarns. Ein Teil der Handlung spielt auf der Siebenbürgischen Heide, dem Gebiet, in dem Bánffy selbst aufgewachsen ist.
Die Trilogie erschien kurz vor dem Zweiten Weltkrieg, nach dem ein kommunistisches Regime in Ungarn an die Macht kam. Dieses Regime gab zunächst keinen Raum für die Veröffentlichung eines Romans, in dem das Leben der Aristokratie im Mittelpunkt steht. Erst in den 1980er Jahren wurde das Buch erneut in Ungarn veröffentlicht. Die erste deutsche Übersetzung wurde ab 2012 veröffentlicht.

## Erster Teil

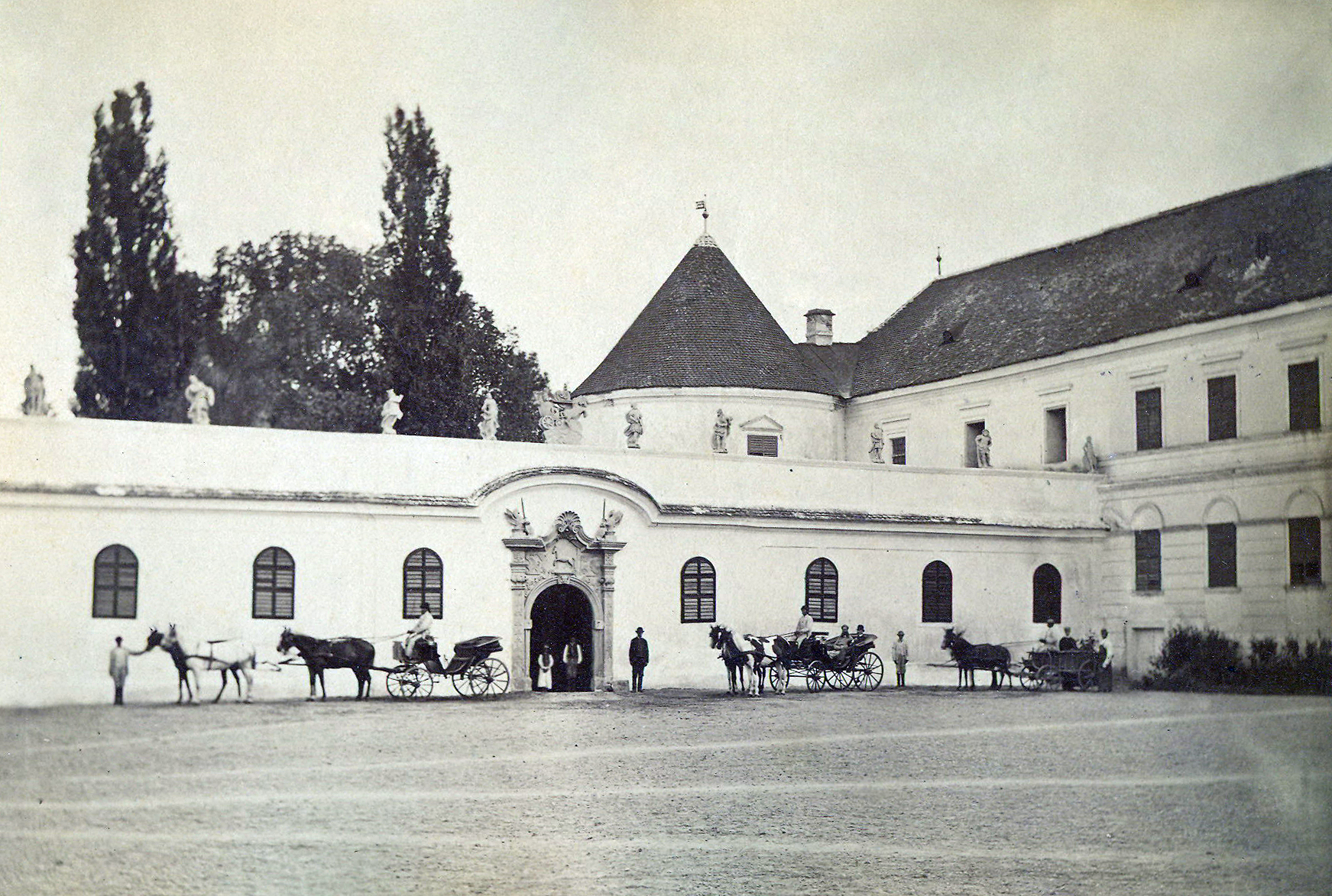
Schloss Bánffy, auf dem das fiktive Schloss Dénestornya in der Trilogie inspiriert ist

Der erste Teil der Trilogie heißt auf Ungarisch Megszámláltattál („Sie werden gezählt“) und wurde 1934 fertiggestellt. Der Titel bezieht sich auf Daniel 5, 26. Im biblischen Buch Daniel werden die Wörter „gezählt, gezählt, gewogen, geteilt“, die an eine Wand geschrieben sind, von Daniel dem babylonischen Kronprinzen in dem Sinne interpretiert, dass die Tage des Königs gezählt werden, der König gewogen, aber für zu leicht befunden wird und sein Königreich unter den Persern und den Medern zergeteilt wird. Dieses Buch wurde ins Deutsche mit dem Titel Die Schrift in Flammen übersetzt.
In diesem Buch wird Bálint Abády unter anderem mit seiner unmöglichen Liebe zu Adrienne Uzdy (für die Bánffys Muse Carola Szilvássy Vorbild war) konfrontiert und verteidigt rumänische Bauern in den Berggebieten, die sein Familienbesitz sind. Sein Cousin László gerät wegen seiner Spielsucht in Schwierigkeiten. Die Geschichte beginnt 1904 und spielt unter anderem vor dem Hintergrund der Taschentuchabstimmung und der Ungarischen Krise von 1905–1906. Als Reichstagsabgeordneter ist Bálint eng in diese Entwicklungen eingebunden. Der Autor Bánffy, der selbst Mitglied des Abgeordnetenhauses war, präsentiert auf diese Weise seine Sicht der Dinge.

## Zweiter Teil

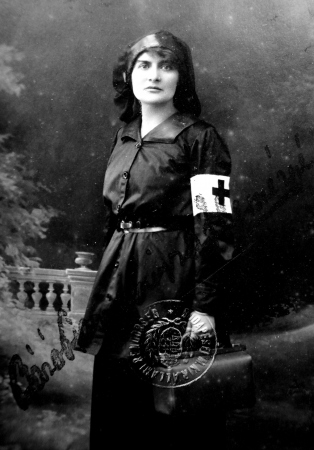
Bánffys Freundin Carola Szilvássy, die Inspiration für Adrienne Uzdy

Der Originaltitel des zweiten Teils (1937) lautet És hijjával találtattál („Und du wurdest für zu leicht befunden“) von Daniel 5, 27. Die deutsche Übersetzung wurde unter dem Titel Verschwundene Schätze veröffentlicht. Die Geschichte des ersten Buches geht weiter. Der politische Hintergrund umfasst das Wettrüsten und die Bosnische Krise.

## Dritter Teil
Der ungarische Titel des dritten und letzten Bandes (1940) lautet Darabokra szaggattatol („Sie sind in Stücke gerissen“), Daniel 5, 28. Die Handlung fällt mit der Vorbereitung auf den Ersten Weltkrieg und der österreichischen Mobilisierung gegen Serbien zusammen. Dieses Buch erschien in deutscher Sprache unter dem Titel In Stücke gerissen.

## Andere Sprachen
Der Roman wurde ursprünglich auf Ungarisch geschrieben und ist ins Englische, Deutsche, Französische, Niederländische, Spanische, Italienische und Rumänische übersetzt.